# دوغلاس أوليفر
دوغلاس أوليفر (بالإنجليزية: Douglas Oliver)‏ هو شاعر بريطاني، ولد في 14 سبتمبر 1937، وتوفي في 21 أبريل 2000.